# زمط (آيت امحمد)
زمط هي إحدى مشيخات المملكة المغربية، تتبع جغرافيا لإقليم أزيلال وإداريًا لآيت امحمد. يقدر عدد سكانها بـ 2811 نسمة حسب الإحصاء الرسمي للسكان والسكنى لسنة 2004.